# Lag Högström
Lag Högström var ett lag som representerade Sverige vid flera världsmästerskap och Europamästerskap i curling på 1980-talet. Laget leddes av skippern Elisabeth Högström och de kom från Karlstads CK. Vilka deltagarna i laget var skiftade något, men de bestod oftast av Elisabeth Högström, Carina Olsson (1980-1981), Birgitta Sewik (1980-1988), Karin Sjögren (1980-1984), Katarina Hultling (1981-1983). Vid Europamästerskapet 1988 ledde Elisabeth Högström en annan lagkonstellation med Anette Norberg, Monika Jansson och Marie Henriksson.

## Meriter
- Europamästerskap     
  - Guld 1980
  - Silver 1981
  - Guld 1982
  - Guld 1983
  - Guld 1988
- Världsmästerskap   
  - Silver 1980
  - Guld 1981
  - Silver 1982
- Olympiska spelen 
  - Silver 1988 (ej OS-gren, enbart demonstrationsgren)